# Lech Drewnowski
Lech Drewnowski (ur. 10 lutego 1944 w Kruszynie (obecnie na Białorusi), zm. 20 listopada 2023) – polski matematyk zajmujący się analizą matematyczną i funkcjonalną, F-przestrzeniami, miarami i całkami wektorowymi, teorią przestrzeni Banacha.

## Życiorys
W 1966 ukończył studia matematyczne na Uniwersytecie im. Adama Mickiewicza. Tam w 1971 obronił pracę doktorską O pewnych zagadnieniach z teorii przestrzeni funkcji całkowalnych napisaną pod kierunkiem Władysława Orlicza, w 1975 habilitował się, w 1985 otrzymał tytuł profesora nauk matematycznych.
Laureat Nagrody PTM dla młodych matematyków (1972), Nagrody im. Stefana Banacha (1977). Został pochowany na Cmentarzu Miłostowo w Poznaniu.